# Battaglia di Santo Domingo (1586)
La battaglia di Santo Domingo (1586) o Presa di Santo Domingo fu un conflitto militare e navale combattuto il 1º gennaio 1586, nell'ambito della guerra anglo-spagnola, che portò all'assalto ed alla presa della città spagnola di Santo Domingo governata da Cristóbal de Ovalle, sull'isola spagnola di Hispaniola, ad opera di pirati inglesi. Gli inglesi erano guidati da Francis Drake come parte della sua Great Expedition per razziare il Nuovo Mondo. I soldati inglesi occuparono la città per più di un mese e raccolsero un bottino di 25 000 ducati prima di ripartire il 1º febbraio.

## Antefatto
La guerra era già stata ufficiosamente dichiarata da Filippo II di Spagna dopo il Trattato di Nonsuch col quale Elisabetta I aveva dato il proprio supporto ai ribelli protestanti olandesi contro la corona spagnola. La regina, attraverso Francis Walsingham, aveva ordinato a Sir Francis Drake di condurre una spedizione e di attaccare le colonie spagnole nel Nuovo Mondo come forma di lotta preventiva. Salpando da Plymouth, in Inghilterra, egli attaccò dapprima Vigo in Spagna ove rimase per due settimane, azione dopo la quale colpì Santiago e poi nel novembre del 1585 saccheggiò Capo Verde, salpando poi alla volta delle Americhe.

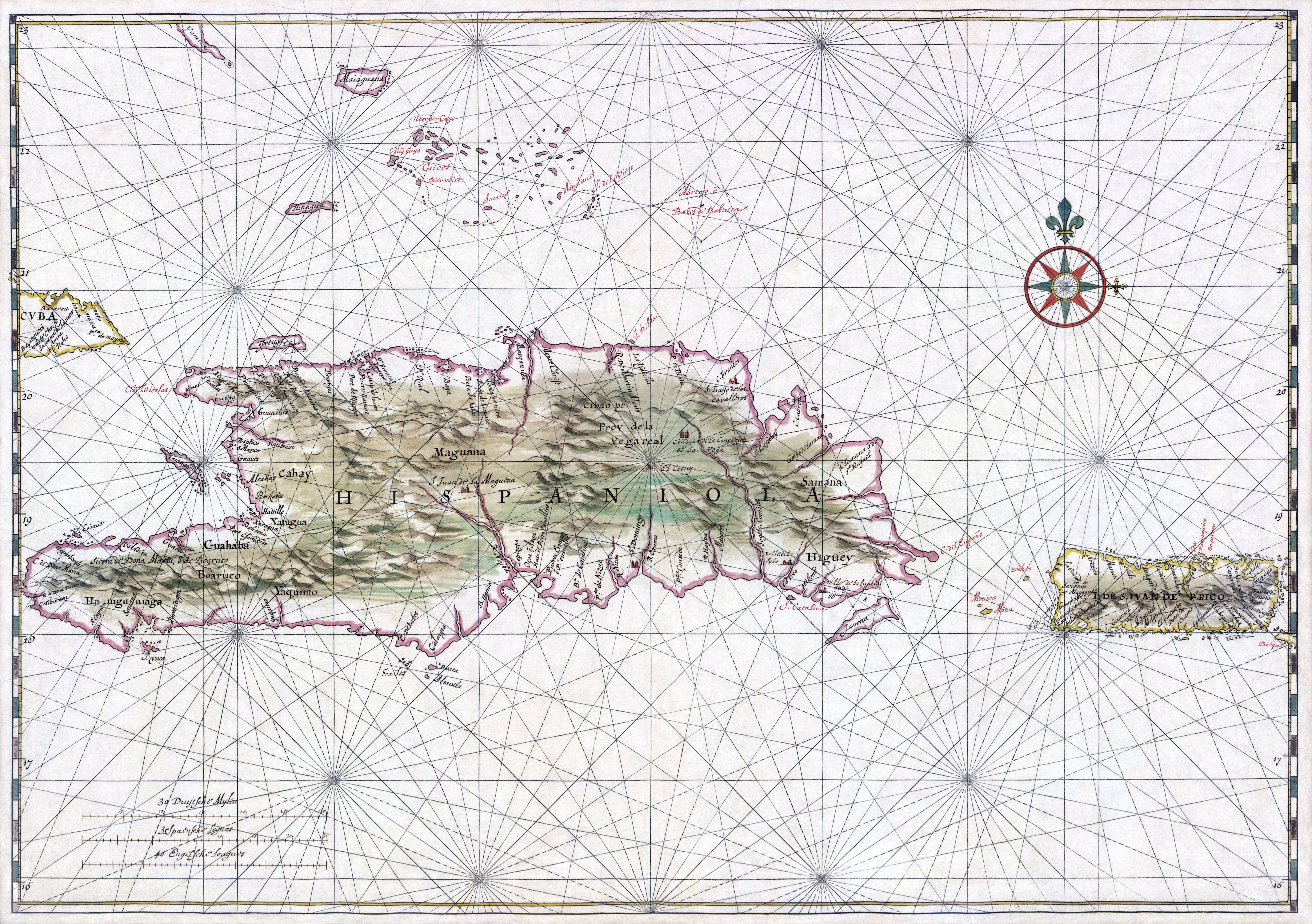
L'isola di Hispaniola

Drake giunse nei Caraibi nel dicembre di quello stesso anno, sull'isola disabitata di Saint Kitts, dove sbarcò i marinai malati e dove si dedicò alla ricerca di risorse. Inviò un piccolo squadrone di ricognizione anche presso l'isola di Hispaniola, nella città spagnola di Santo Domingo. Santo Domingo era la capitale dell'Impero spagnolo nelle Americhe ed era pesantemente fortificata, con un muraglione perimetrico costruito all'inizio del Cinquecento e noto col nome di Fortaleza Ozama dove si trovava la famigerata Torre de Homenaje ("Torre dell'Omaggio"). Il governatore locale, Cristóbal de Ovalle, disponeva di numerose batterie d'artiglieria costiere che coprivano sia l'area di terra dell'isola sia un buon tratto di mare col loro raggio di tiro, oltre che di una guarnigione di 1500 uomini e 100 cavalieri. Le difese navali della città erano composte da una galea.

### L'arrivo degli inglesi
Quando Drake salpò ad ovest incontrò il suo squadrone di ricognizione che gli riportò che Santo Domingo era difesa in maniera formidabile per qualsiasi tipo di assalto dal mare, ma che essi avevano comunque trovato una spiaggia ideale per effettuare uno sbarco, alla foce del fiume Haina, a circa 10 miglia ad ovest. Drake sapeva che gli spagnoli ignoravano la sua presenza e che questo coglierli di sorpresa avrebbe potuto avere un ottimo effetto sulla riuscita del suo piano.
Appena dopo la mezzanotte del 1º gennaio 1586 Drake si portò a Bajos de Haina, e Carleill coi suoi soldati sbarcarono sulla spiaggia che non era guardata come si era previsto. La parte di giungla che conduceva sino alla città era indifesa e gli inglesi poterono pertanto avanzare senza problemi. Il grosso della flotta sotto il comando di Drake rimase lungo la costa di Santo Domingo, motivo per cui ben presto gli spagnoli individuarono le navi inglesi e si apprestarono a preparare le difese, facendo spostare la popolazione nella cittadella. Quello che gli spagnoli non potevano più prevenire a questo punto era lo sbarco degli inglesi però.

## La battaglia
Il giorno di capodanno le navi di Drake si spostarono dalla foce del fiume per uscire dal raggio dell'artiglieria spagnola e si dedicarono ad attaccare il castello locale. Il fuoco spagnolo colpì la Elizabeth Bonaventure, ma gran parte delle palle di cannone caddero in mare senza arrecare danni ingenti alla nave. Drake ordinò alle sue navi di sparare.

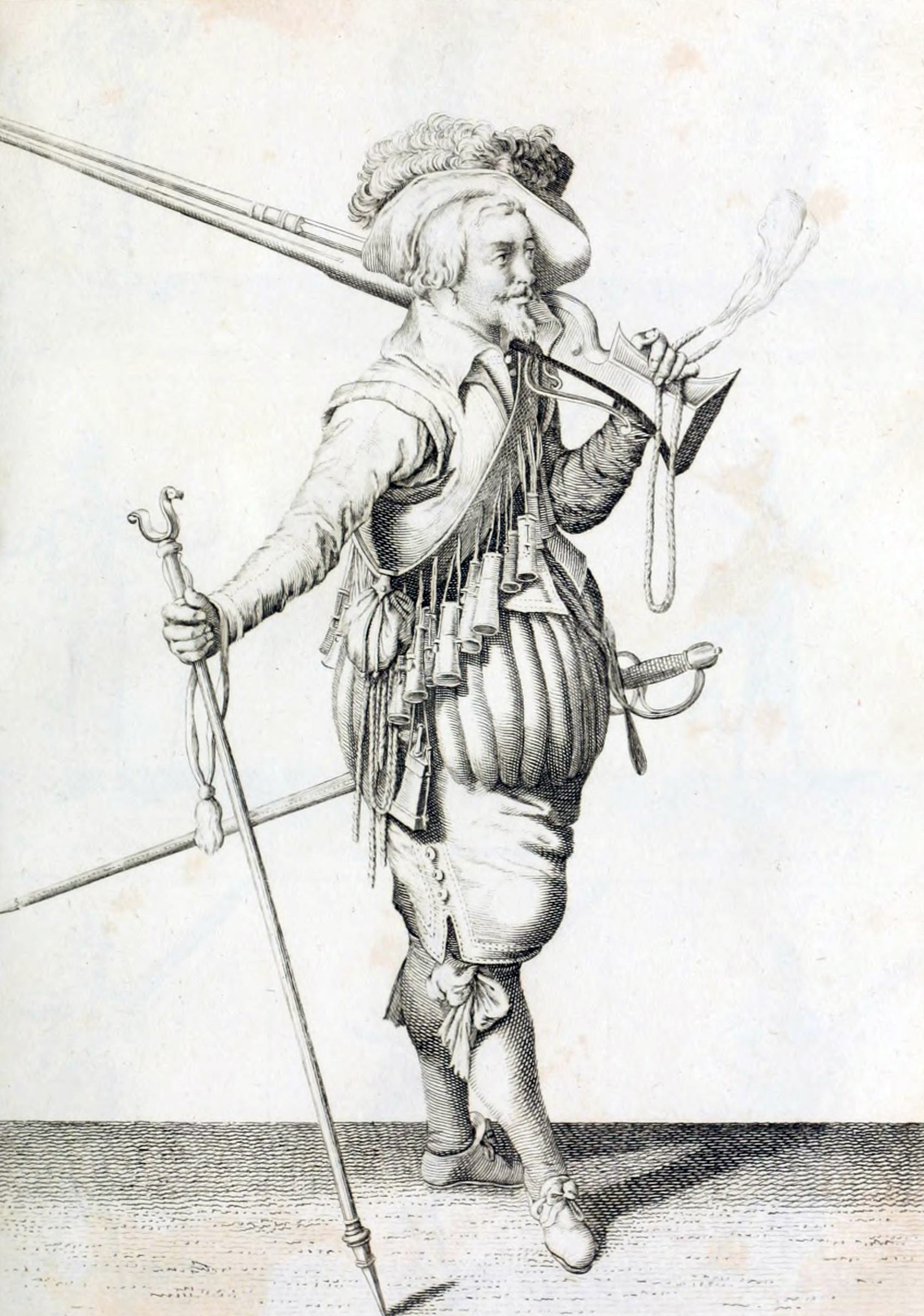
Un moschettiere inglese al tempo dell'assalto

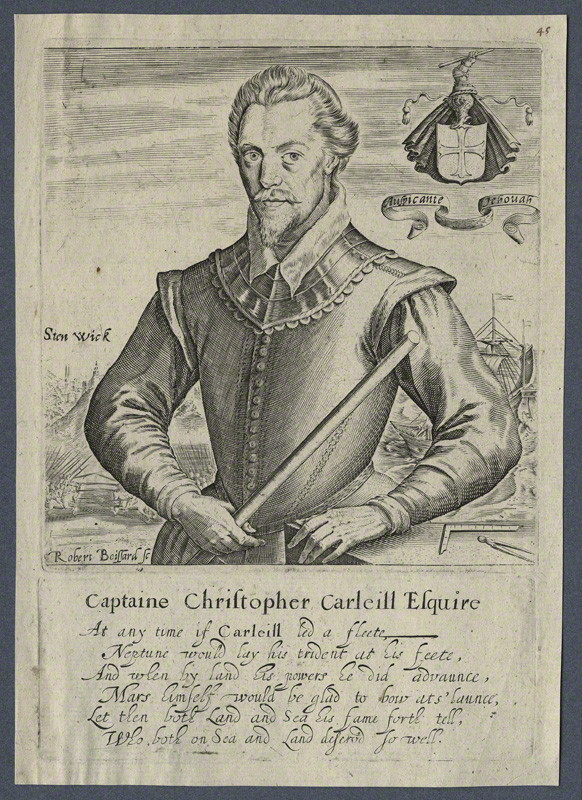
Christopher Carleill che comandava le truppe inglesi

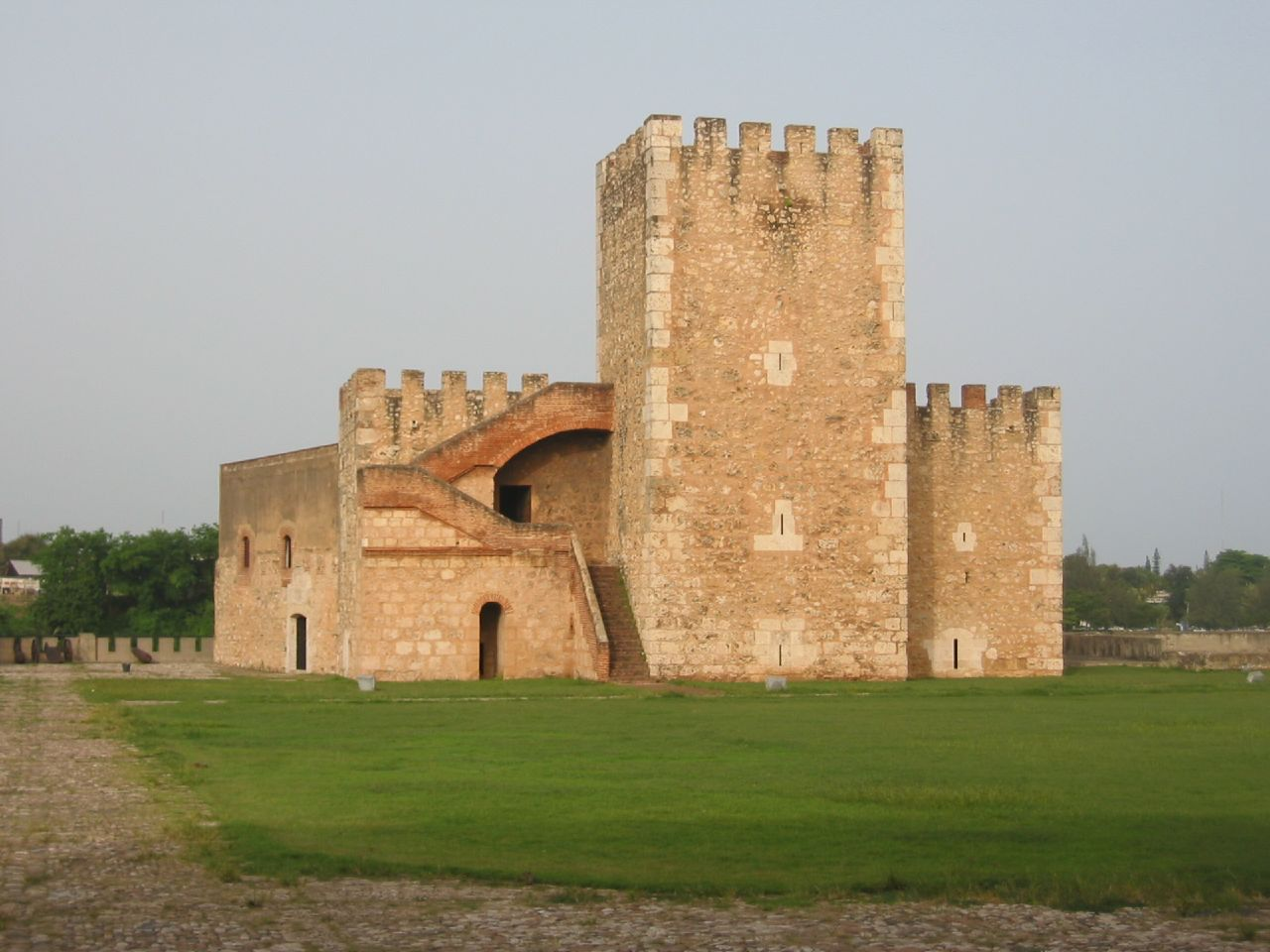
La Torre de Homenaje nella Fortaleza Ozama

### L'asalto
Carleill e 800 soldati si avvicinarono alla città attraverso la giungla e per mezzogiorno avvistarono Santo Domingo. Drake inviò ulteriori uomini via barche per creare un diversivo. Gli spagnoli per risposta inviarono i loro cavalieri, fanti e dell'artiglieria che uscì dalla città attraverso i due cancelli più vicini alla spiaggia, con l'intenzione di porsi proprio di fronte al mare con la cavalleria a coprire i fianchi. Gli uomini di Carleill uscirono dalla giungla e si divisero in due colonne di 1000 uomini ciascuna con stendardi e musica.
Cristobal de Ovalle, vedendo l'imprudenza commessa dai suoi uomini, si dedicò alla protezione dei cancelli della fortezza con la propria cavalleria. Carleill decise quindi di piazzare dei picchieri e dei moschettieri su ogni lato della propria posizione, rendendola così inattaccabile. Entrambe le colonne continuarono ad avanzare sotto il fuoco nemico. Un'imboscata di moschettieri spagnoli non riuscì ad avere successo e questi vennero ben presto respinti dal fuoco inglese. Nel giro di mezz'ora, gli inglesi raggiunsero le mura di Santo Domingo, con la maggior parte delle truppe e della milizia spagnole in fuga.

### La presa
Le difese occidentali della città erano intervallate da due cancelli: la Lenba (il cancello principale) e uno secondario, più vicino alla spiaggia. A questo punto dello scontro gli spagnoli erano appena 300, molti dei quali senza armi da fuoco. Carleill ordinò al sergente maggiore Powell di assaltare il cancello secondario, mentre ordinò al tenente generale di dedicarsi col resto degli uomini alla Lenba. Entrambe le colonne inglesi caricarono alla picca in un fiero combattimento corpo a corpo dove gli spagnoli vennero scacciati da entrambi i portali. I combattimenti si bloccarono solo quando gli inglesi raggiunsero la Plaza centrale.
Gli inglesi si trovavano ora all'interno della città ed iniziarono a dare la caccia ai soldati spagnoli nelle strade sino alla Fortaleza Ozama, la principale difesa di Santo Domingo; gli spagnoli erano ben consci del fatto che se questa fosse caduta anche la città sarebbe stata perduta. Cristóbal de Ovalle abbandonò la battaglia lasciando in città sua moglie che divenne poi il principale ostaggio di Drake. La fortezza sino a notte venne bombardata per mare e per terra, ma col favore dell'oscurità la guarnigione spagnola rimanente preferì abbandonare il posto a bordo di barche e col sorgere del sole gli inglesi posero la loro bandiera sulla Torre de Homenaje, proprio al centro della Fortaleza Ozama. Gli inglesi si assicurarono le loro posizioni, la battaglia era vinta e Santo Domingo si trovava ora nelle loro mani. L'assalto era costato a Carleill solo 7 morti e circa 20 feriti per la mancanza da parte degli spagnoli di una seria resistenza. Gli spagnoli totalizzarono quasi le medesime perdite ma ebbero in più 200 prigionieri.

## L'occupazione
Drake ordinò ai suoi uomini di riparare le difese della città nel caso in cui gli spagnoli avessero deciso di contrattaccare. Il porto venne reso sicuro e le navi locali requisite. I marinai inglesi ed i soldati si diedero quindi al saccheggio, in particolare nelle chiese dove gli oggetti preziosi vennero rubati, le statue e le vetrate spezzate, i tendaggi rotti e gli altari dissacrati. Dagli edifici pubblici come del resto da quelli privati, i pirati inglesi presero tutto ciò che poterono tra cui cino, tabacco ed un totale di 16 000 ducati in oro dalla locale tesoreria. La cattedrale di Santo Domingo ad ogni modo fu risparmiata dalla distruzione in quanto divenne il quartier generale di Drake che vi fece recitare incessantemente preghiere e salmi per ringraziare Dio della vittoria conseguita.

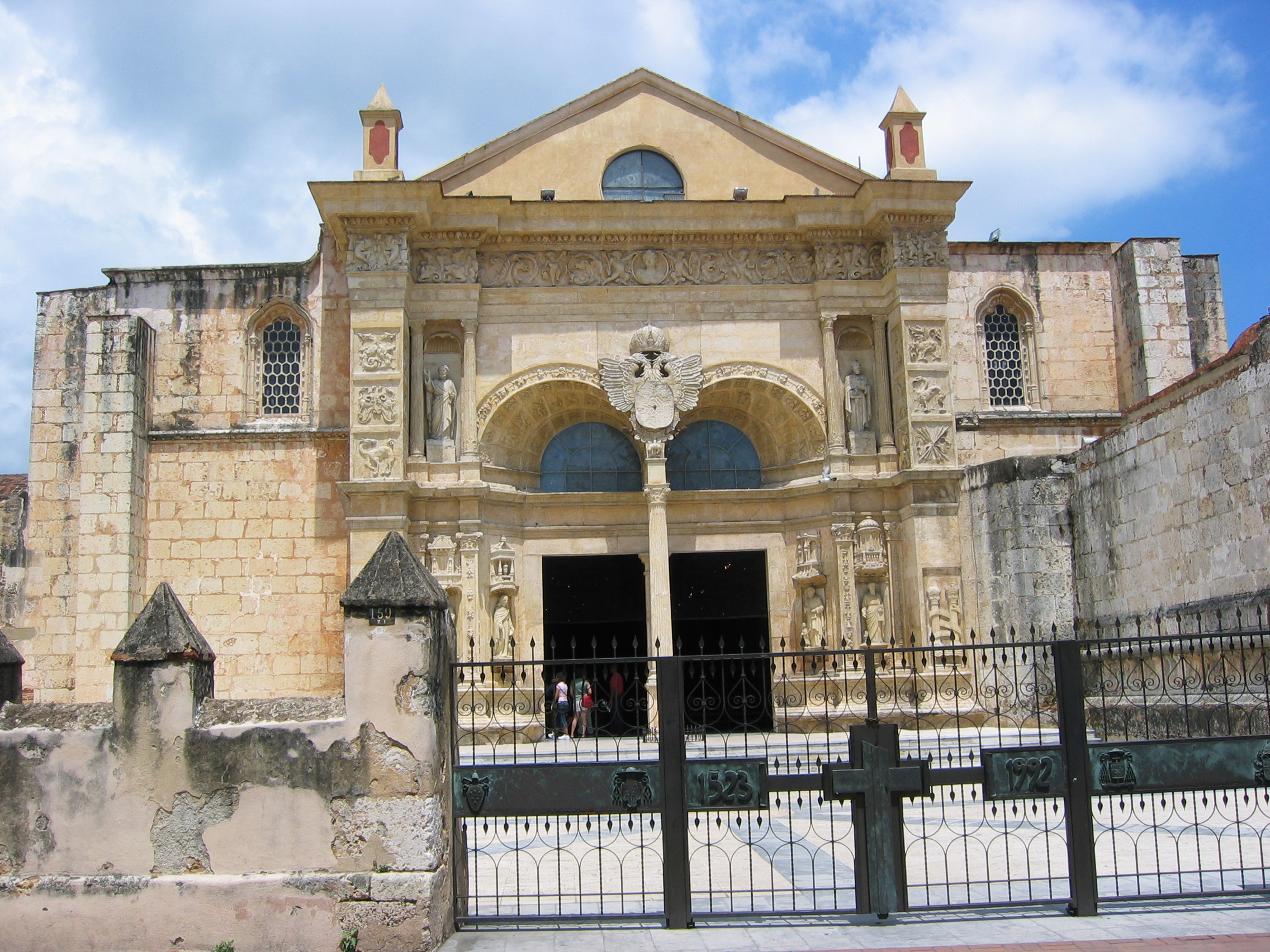
La Cattedrale di Santa María la Menor a Santo Domingo; Drake la utilizzò come suo quartier generale durante l'occupazione inglese dell'isola

### Il riscatto
Drake sapeva che ben presto gli spagnoli avrebbero negoziato con lui il riscatto dell'isola, come pure per aver salve le vite dei loro prigionieri. Il 12 gennaio, Juan Malarejo, il capo della delegazione cittadina, si avvicinò a Drake ed iniziarono i negoziati. Drake richiese l'immensa somma di 1 000 000 di ducati che il governatore dichiarò come impagabili. Malarejo procrastinò le discussioni e Drake per accelerare si portò ad incendiare una ad una le chiese e gli edifici pubblici locali. Per mettere ulteriore pressione a Malarejo, Drake iniziò a demolire tutte le costruzioni in pietra della città con un intenso lavoro dei marinai inglesi.
Gli spagnoli inviarono quindi a negoziare García Fernández de Torrequemada, fattore reale di Hispaniola, ma Malarejo lo bloccò con testardaggine. Drake pertanto mise a ferro e fuoco altre strutture e minacciò di distruggere anche il suo quartier generale, la più antica chiesa di tutte le Americhe ed a questo punto Malarejo offrì a lui un riscatto di 25 000 ducati perché gli inglesi lasciassero la città.

### Il pagamento
Venne infine raggiunto un accordo e Drake promise di risparmiare ciò che rimaneva della città e di salpare altrove se il pagamento fosse stato effettuato subito. Drake inviò una propria delegazione all'accampamento spagnolo con il messaggio di risposta tramite uno schiavo nero recentemente liberato dagli inglesi. Gli spagnoli, pensando che questo fosse un insulto, lo uccisero, fatto che fece infuriare Drake a tal punto che deliberatamente diede ordine di uccidere un certo numero di prigionieri spagnoli sino a quando il colpevole non fosse stato trovato. Gli spagnoli comprendendo la situazione, decisero di arrestare il colpevole e di impicarlo davanti alla porta della città. Negli ultimi giorni di gennaio il riscatto venne infine pagato.

## Conseguenze

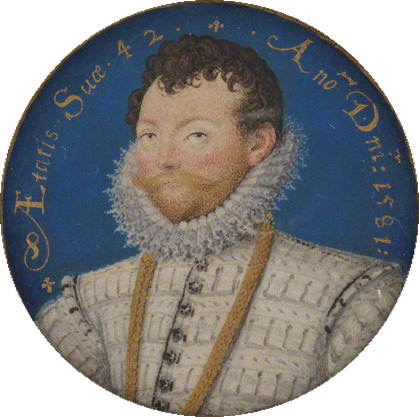
Ritratto in miniatura di Sir Francis Drake dipinto nel 1581

Il 1º febbraio gli inglesi salparono abbandonando Santo Domingo agli spagnoli, dopo aver occupato la città per esattamente un mese. Le 20 navi nel porto vennero bruciate o affondate, le galee vennero incendiate e i tr vascelli comandati da Drake vennero rimpiazzati con le navi Hope, Benjamin e Scout. Un terzo della città di Santo Domingo si trovava però in rovina e gli spagnoli lentamente ritornarono ad una vita sociale, civile e militare regolare, ricostruendo ciò che era andato perduto. García Fernández de Torrequemada riassunse così il morale della popolazione in un suo rapporto al re:
Queste cose devono essere una punizione divina, punizione per i peccati del nostro popolo.
Quando Drake se ne fu andato a sud, la notizia si sparse rapidamente non solo a Santo Domingo ma anche nelle altre città dell'area. La notizia giunse poi anche in Europa e gli spagnoli iniziarono a discutere su quanto accaduto. Papa Sisto V commentò così questo fatto:
Solo Dio sa cosa potrebbe fare.
In quanto a Santo Domingo ci vollero decenni prima che la città si riprendesse dai danni provocati dalla squadra di Drake. Per gli spagnoli, oltre al disastro, vi era l'aggiunta della perdita di prestigio, mentre per gli inglesi un accrescimento del morale e della propria potenza navale. L'obbiettivo successivo di Drake fu la città di Cartagena de Indias a Nuova Granada. Drake attaccò e catturò il luogo riservandogli il medesimo rude trattamento di Santo Domingo; qui però la città era meglio difesa e la ricompensa richiesta fu più lucrativa per gli inglesi.